# Плесенська сільська рада
Плесе́нська сільська́ ра́да — адміністративно-територіальна одиниця та орган місцевого самоврядування в Шепетівському районі Хмельницької області. Адміністративний центр — село Плесна.

## Загальні відомості
Плесенська сільська рада утворена в 1990 році.
- Територія ради: 8,047 км²
- Населення ради: 1 568 осіб (станом на 2001 рік)

## Історія
Хмельницька обласна рада рішенням від 18 червня 2014 року перейменувала у Шепетівському районі Плеснянську сільську раду на Плесенську.

## Населені пункти
Сільській раді підпорядковані населені пункти:
- с. Плесна
- с. Жилинці

## Склад ради
Рада складається з 16 депутатів та голови.
- Голова ради: Павлюк Микола Петрович

### Депутати
За результатами місцевих виборів 2010 року депутатами ради стали:

#### За суб'єктами висування
| Суб'єкт висування      | Кількість обраних депутатів | %    |
| ---------------------- | --------------------------- | ---- |
| Самовисування          | 8                           | 50   |
| Партія регіонів        | 7                           | 43,8 |
| Партія «Народна влада» | 1                           | 6,3  |

#### За округами
| № округу               | Прізвище, ім'я, по батькові      | Дата визнання обраним | Освіта             | Партійна приналежність      | Відомості про обраного депутата                                 |
| ---------------------- | -------------------------------- | --------------------- | ------------------ | --------------------------- | --------------------------------------------------------------- |
| Партія «Народна влада» |                                  |                       |                    |                             |                                                                 |
| 3                      | Широкшина Людмила Володимирівна  | 02.11.2010            | вища               | член Партії «Народна влада» | Плесенська загальноосвітня школа І-ІІІ ст., педагог організатор |
| Партія регіонів        |                                  |                       |                    |                             |                                                                 |
| 1                      | Кондратюк Володимир Анатолійович | 02.11.2010            | середня            | позапартійний               | Шепетівська дистанція колії, монтер колії                       |
| 2                      | Мельник Петро Іванович           | 02.11.2010            | середня            | позапартійний               | тимчасово не працює                                             |
| 4                      | Жеребцов Юрій Петрович           | 02.11.2010            | середня            | позапартійний               | приватний підприємець                                           |
| 7                      | Верховлюк Анатолій Леонідович    | 02.11.2010            | середня            | позапартійний               | ДНЗ «Пролісок», сторож                                          |
| 8                      | Омелюх Олександр Васильович      | 02.11.2010            | вища               | позапартійний               | Шепетівський МВВС, помічник оперативного чергового              |
| 9                      | Ємець Людмила Олександрівна      | 02.11.2010            | вища               | позапартійна                | тимчасово не працює                                             |
| 10                     | Андрощук Людмила Костянтинівна   | 02.11.2010            | вища               | позапартійна                | пенсіонер                                                       |
| Самовисування          |                                  |                       |                    |                             |                                                                 |
| 5                      | Павлюк Любов Федорівна           | 02.11.2010            | вища               | позапартійна                | Плесенська загальноосвітня школа І-ІІІ ст., вчитель             |
| 6                      | Коршун Наталія Савеліївна        | 02.11.2010            | вища               | позапартійна                | ТОВ СВАТ «Городищенське», головний бухгалтер                    |
| 11                     | Тарасюк Лариса Ульянівна         | 02.11.2010            | вища               | позапартійна                | Плесенська сільська рада, головний бухгалтер                    |
| 12                     | Конюк Інна Ростиславівна         | 02.11.2010            | середня            | член Партії «Народна влада» | фермерське господарство «Здобуток», обліковець                  |
| 13                     | Ковальчук Ірина Олексіївна       | 02.11.2010            | середня            | позапартійна                | тимчасово не працює                                             |
| 14                     | Тимчук Ольга Василівна           | 02.11.2010            | середня            | позапартійна                | УЖКХ, двірник                                                   |
| 15                     | Попович Оксана Рудольфівна       | 02.11.2010            | середня спеціальна | позапартійна                | пенсіонер                                                       |
| 16                     | Мельник Микола Ананійович        | 02.11.2010            | вища               | позапартійний               | тимчасово не працює                                             |